# Liangfen
El liangfen o liang fen es un plato chino consistente en mermelada de almidón que suele servirse frío, con una salsa salada, a menudo en verano. Es más popular en el norte de China, incluyendo Pekín, Gansu, y Shaanxi, pero también puede hallarse en Sichuan y Qinghai.
El liangfen es generalmente de color blanco o blanquecino, traslúcido y espeso. Suele hacerse de almidón de frijol chino, pero también puede emplearse almidón de guisante o patata. En el oeste de China, también se usaban antes las semillas gelatinosas del llantén. El almidón se hierve en agua y las láminas resultantes se cortan entonces en tiras gruesas.
El liangfen suele servirse frío. Las tiras de liangfen se mezclan con aderezos, incluyendo salsa de soja, vinagre, pasta de sésamo, ajo machacado, zanahoria en juliana y aceite de guindilla. En Lanzhou se sirve a menudo frito. En Sichuan es especialmente popular un plato picante llamado Chuanbei Liangfen.
Es parecido a la gelatina de frijol chino coreana llamada nokdumuk.
El jidou liangfen, una receta similar de la gastronomía de Yunnan (suroeste de China), se hace con garbanzo en lugar de con frijol chino. Un plato completamente diferente, la jalea de hierba, se llama también a veces liangfen en chino, usando los mismos caracteres.